# Raimundo
Raimundo es un nombre propio masculino de origen germánico en su variante en español. Deriva del nombre longobardo de tradición francona Raginmund, latinizado como Rachimundus o Ragemundus. Está compuesto de las raíces ragin (consejo) y munda (defensa, protección), por lo que su significado es "protegido por el consejo (divino)". Una variante en español es Ramón, proveniente de Ramon (Raimundo en catalán), debido a la interacción en la península ibérica de ambas lenguas durante la Edad Media.

## Santoral
- 7 de enero: San Raimundo de Peñafort, presbítero y doctor dominico.
- 15 de marzo: San Raimundo de Fitero, monje, abad y fundador de la Orden de Calatrava.
- 31 de agosto: San Ramón Nonato, cardenal y confesor mercedario.
- 26 de enero: San Raimundo Lira, monje y evangelizador de tribus de la zona central de chile

## Variantes
- Ramón
- Femenino: Raimunda, Ramona

### Variantes en otros idiomas
| Variantes en otras lenguas | Variantes en otras lenguas |
| -------------------------- | -------------------------- |
| Español                    | Raimundo, Raymundo, Ramón  |
| Alemán                     | Raimund                    |
| Aragonés                   | Remundo, Ramón             |
| Asturiano                  | Ramón                      |
| Catalán                    | Ramon, Raimon              |
| Checo                      | Rajmund                    |
| Corso                      | Raimondu                   |
| Danés                      | Raimund                    |
| Esloveno                   | Rajmond                    |
| Esperanto                  | Rajmondo                   |
| Euskera                    | Erraimuna, Erramun         |
| Finlandés                  | Raimund, Raimo             |
| Francés                    | Raymond, Raymonde          |
| Gallego                    | Raimundo, Ramón            |
| Griego                     | Ραϋμόνδος (Raymóndos)      |
| Húngaro                    | Rajmund                    |
| Inglés                     | Raymond                    |
| Irlandés                   | Réamann                    |
| Islandés                   | Raimundur                  |
| Italiano                   | Raimondo                   |
| Latín                      | Raimundus                  |
| Letón                      | Raimunds                   |
| Lituano                    | Raimundas                  |
| Neerlandés                 | Raymundus, Raymond         |
| Noruego                    | Raimund                    |
| Polaco                     | Rajmund                    |
| Portugués                  | Raimundo                   |
| Rumano                     | Raimund                    |
| Ruso                       | Раймунд (Raymund)          |
| Sardo                      | Ramundu                    |
| Serbio                     | Рејмонд (Rejmond)          |
| Sueco                      | Raimund                    |

## Extensión y frecuencia
Ramón es el nombre de pila de varón más habitual en Paraguay (había 221.109 Ramón en 2015). 

### En España
En España, Ramón es el vigésimo segundo nombre de pila más frecuente en la lista de nombres de varones (incluido en los nombres simples y compuestos), con 242.912 residentes utilizando este nombre en 2023. De ellos, 110.793 tenían Ramón como nombre completo.
| Orden | Nombre completo | Frecuencia (cantidad) | Por mil (‰) |
| ----- | --------------- | --------------------- | ----------- |
| 41    | RAMON           | 110.793               | 4,7         |
| 74    | JOSE RAMON      | 56.227                | 2,4         |

Fuente: Lista de los cien nombres más frecuentes, Instituto Nacional de Estadística 
| Sexo   | Nombre completo | Frecuencia (cantidad) | Por mil (‰) |
| ------ | --------------- | --------------------- | ----------- |
| Hombre | JUAN RAMON      | 21.606                | 0,917       |
| Mujer  | RAMONA          | 19.224                | 0,784       |
| Hombre | RAIMUNDO        | 5.477                 | 0,233       |
| Mujer  | MARIA RAMONA    | 1.803                 | 0,073       |
| Mujer  | RAIMUNDA        | 1.351                 | 0,055       |
| Hombre | RAIMON          | 1.163                 | 0,049       |
| Hombre | RAYMOND         | 551                   | 0,023       |
| Hombre | ERRAMUN         | 24                    | 0,001       |

Fuente: Instituto Nacional de Estadística 

## Personajes célebres

### Santos
- San Raimundo de Peñafort, festejado el 7 de enero.
- San Raimundo de Fitero, conmemorado el 15 de marzo.
- San Raimundo Zanfogni, festejado el 27 de julio.
- San Raimundo Travilla, conmemorado el 3 de diciembre.
- San Ramón Nonato, conmemorado el 31 de agosto.
- Beato Raimundo de Capua, conmemorado el 5 de octubre.
- Beato Ramon Llull, recordado el 30 de junio.

### Reyes
| Barcelona | Ramón Borrell, conde de Barcelona (992-1018). Ramón Berenguer I, conde de Barcelona (1035-1076). Ramón Berenguer II, conde de Barcelona (1076-1082). Ramón Berenguer III, conde de Barcelona (1082-1131). Ramón Berenguer IV, conde de Barcelona (1131-1154) |
| Foix      | Raimundo Roger I, conde de Foix (1188-1222) |
| Galicia   | Raimundo de Borgoña, conde de Galicia (1095-1107) |
| Provenza  | Ramón Berenguer III, conde de Provenza (1144-1166). Ramón Berenguer IV, conde de Provenza (1173-1181). Ramón Berenguer V, conde de Provenza (1209-1245) |
| Tolosa    | Raimundo IV, conde de Tolosa (1088-1105). Raimundo V, conde de Tolosa (1148-1183). Raimundo VI, conde de Tolosa (1194-1222). Raimundo VII, conde de Tolosa (1222-1249)                                                                                       |
| Trípoli   | Raimundo II, conde de Trípoli (1137–1152). Raimundo III, conde de Trípoli (1152–1187) |

### Otras personalidades
- José Ramón Flórez, compositor y productor español
- Raimundo Amador, cantante, guitarrista y compositor de flamenco español
- Raimundo Chela, matemático venezolano
- Raimundo Andueza Palacio, presidente de Venezuela de 1890 a 1892
- Raimundo de Miguel, catedrático español de Retórica y Poética, distinguido humanista y poeta
- Raimundo Fernández-Cuesta, político español
- Raimundo Fernández Villaverde, político español
- Raimundo Madrazo, pintor español
- Raimundo Villegas, médico, investigador y científico venezolano
- Raymond Aron, filósofo, sociólogo y comentarista político francés
- Raymond Chandler, escritor estadounidense
- Raymond Hamilton, miembro de Barrow Gang a principios de la década de 1930.
- Raymond Poincaré, político francés
- Raymond Queneau, poeta y novelista francés
- Raymond Radiguet, escritor francés
- Ramón Amadeu, escultor español
- Ramón Arcas, futbolista español
- Ramón Barea, actor español
- Ramón Barros Luco, presidente de Chile
- Ramón Cabrera, militar y político español
- Ramón de Campoamor, poeta español
- Ramón Casas, pintor español
- Ramón Castilla, militar y político peruano
- Ramón S. Castillo, político argentino
- Ramón de Quintana, futbolista español
- Ramón Destorrents, miniaturista y pintor español
- Ramón Emeterio Betances, diplomático, historiador, periodista y escritor puertorriqueño
- Ramón Franco, político, militar y aviador español
- Ramón Freire, militar y dirigente chileno
- Ramón Grau San Martín, fisiólogo y Presidente de Cuba
- Ramón Jáuregui, político español
- Ramón Labayen, político español
- Ramon Llull, escritor, divulgador científico, misionero, teólogo
- Ramón Magsaysay, presidente de Filipinas
- Ramón Masó, futbolista español
- Ramón Melendi Espina, cantautor español
- Ramón Menéndez Pidal, filólogo, historiador, folklorista y medievalista español
- Ramón Mesonero Romanos, escritor español
- Ramón Morales, futbolista mexicano
- Ramón Muntaner, soldado y escritor catalán
- Ramón María Narváez, militar y político español
- Ramón Pérez de Ayala, escritor y periodista español
- Ramón Rodríguez Jiménez, futbolista español
- Ramón Ros, futbolista español
- Ramón Ruiz, futbolista español
- Ramón J. Sender, escritor español
- Ramón Serrano Súñer, abogado y político español
- Ramón Tamames, economista y político español
- Ramón Valdés, ("Ron Damón") actor mexicano del "Chavo del 8"
- Ramón Verdú Montes, futbolista español
- Ramón  del Valle-Inclán, dramaturgo, poeta y novelista español
- Ramón Castroviejo, notable oftalmólogo español.
- José Ramón Julio Márquez Martínez, Ramoncín, cantante de rock, actor y presentador español.
- The Ramones, banda estadounidense de punk rock, en la que todos los miembros adoptan en su nombre artístico el apellido Ramone: Joey Ramone, Johnny Ramone, Dee Dee Ramone, Tommy Ramone, Marky Ramone, Richie Ramone, C. J. Ramone y Elvis Ramone.